# Bataille de Nooitgedacht
Pour les articles homonymes, voir Nooitgedacht.
Seconde guerre des Boers
Batailles
Raid Jameson (décembre 1895 - janvier 1896)
- Doornkop

Front ouest (octobre 1899 - juin 1900)
- Kraaipan
- Belmont
- Graspan
- Modder River
- Stormberg
- Magersfontein
- Kimberley
- Paardeberg
- Poplar Grove
- Driefontein
- Sand River
- Mafeking
- Doornkop
- Biddulphsberg
- Lindley
- Diamond Hill

Front est (octobre 1899 - août 1900)
- Talana Hill
- Elandslaagte
- Rietfontein
- Bataille de Ladysmith
- Colenso
- Spion Kop
- Vaal Krantz
- Siège de Ladysmith
- Libération de Ladysmith
- Bergendal

Raids et guérillas (mars 1900 - mai 1902)
- Sanna's Post
- Mostertshoek
- Jammerbergdrift
- Roodewal
- Bothaville
- Leliefontein
- Nooitgedacht
- Vlakfontein
- Groenkloof
- Elands River
- Bloedrivier Poort
- Bakenlaagte
- Groenkop
- Tweebosch
- Rooiwal

La bataille de Nooitgedacht se déroula le 13 décembre 1900. Les kommandos boers dirigés par les Généraux Koos de la Rey et Christiaan Beyers infligèrent une cuisante défaite à une brigade britannique dirigée par le Général-Major R. A. P. Clements (en) au cours de la seconde guerre des Boers.

## Rétroactes
Lord Roberts captura Pretoria le 5 juin, puis ses armées progressèrent vers l'est. Après que la guerre de guérilla eut commencé, une force britannique commandée par le Général Clements pistait les Boers dans le Moot, une vallée des montagnes de Magliesberg. Vers la fin de l'année, les britanniques devenaient moins prudents. Le 2 décembre, le kommando de De la Rey mit un convoi de chariots à bœufs en embuscade à l'est de Rustenberg, tuant ou blessant 64 soldats britanniques et capturant 54 hommes et 118 wagons. Le second de De la Rey, Jan Smuts échappa de peu à la mort, un homme se trouvant près de lui fut tué d'une balle à sa place. Les Boers récupérèrent les bottes et vêtements britanniques, brûlèrent le reste, et relâchèrent les prisonniers.
De la Rey avait repéré le camp du Général Clément à Nooitgedacht depuis trois jours. Le camp disposait d'eau fraîche, et une montagne proche permettait des communications par héliographe avec le Général Major Robert Broadwood établi à Rustenburg. Cependant, le site était dominé au nord par une colline de 300 mètres de haut. Un kommando de 1 500 hommes commandés par le Général Beyers prit position sur cette colline, donnant aux Boers une supériorité numérique sur leur adversaire. Smuts écrivit plus tard : "Je ne pense pas qu'il eut été possible de trouver un lieu plus fatal pour un camp."

## La bataille
Les dirigeants boers décidèrent rapidement d'un plan. La moitié des hommes de Beyers resterait en arrière pour empêcher Broadwood de venir au secours. Les autres, environ 1 500 hommes, furent divisés en trois groupes d'attaque. Beyers dirigerait son kommando contre 300 britanniques sur une position supérieure. Beyers détacha le Commandant Badenhorst pour attaquer le camp par l'ouest. De la Rey devait capturer plusieurs collines du Moot au sud. Si tout se passait comme prévu, la brigade de Clements devait être coincée et anéantie.
La colonne de Badenhorst attaqua les lignes britanniques un peu avant l'aube. Au cours d'une brève fusillade à courte distance, les Boers furent refoulés, avec des pertes des deux côtés. Les Britanniques organisèrent dès lors des lignes de défense. Beyer lança alors son attaque sur les sommets, mais ses hommes fatigués furent arrêtés par la forte résistance des  Royal Northumberland Fusiliers (en). Après avoir vu l'attaque initiale de De la Rey's repoussée, Beyer reprit l'initiative et emporta les positions britanniques des sommets. Après une centaine de pertes, le Capitaine Yatman se rendit vers 7 h 0. Les renforts envoyés vers les sommets subirent des pertes importantes lorsque les hommes de Beyer firent plein feu.
Il faisait trop brumeux ce jour-là pour communiquer avec Broadwood, et Clements se retrouva livré à lui-même. Pendant ce temps, De la Rey et Smuts avaient décidé de capturer toutes les collines du Moot sauf une, Yeomanry Hill (Hartebeestfontein). Clements en prit conscience et replia progressivement les survivants vers cette colline. Vers 8 h 0, les Britanniques repoussèrent un groupe de Boers qui avaient atteint le pied de Yeomanry Hill. Les Britanniques confortèrent alors leur position pour pouvoir défendre la colline. Un canon naval de 4,7 pouces fut même sauvé en le descendant de sa position initiale pour le rapatrier vers les lignes britanniques.
Pendant ce temps, les hommes de Beyers décidèrent de piller le camp britannique, et le Général ne put rien faire pour les ramener sur le champ de bataille. Un Boer fit remarquer : "Nous nous étions rhabillés de la tête aux pieds." Vers 16 h 0, Clements et les rescapés de sa brigade prirent la route vers Pretoria en emportant l'artillerie. Leur retraite ne fut pas entravée car les Boers étaient épuisés, et que les hommes de De la Rey avaient rejoint ceux de Beyers pour le pillage du camp britannique.

## Après la bataille
Grâce à ses réponses rapides lors de l'attaque, Clements réussit à sauver l'essentiel de sa brigade de la destruction complète. Cependant, le général perdit la moitié de ses effectifs de par son choix déplorable pour l'emplacement de son camp. Les forces impériales ne souffrirent pas des conséquences de cette défaite à part celle des hommes et des approvisionnements perdus. Peu de temps après, une autre colonne commandée par Clement patrouillait de nouveau le Moot.